# ترافيس باركر
ترافيس باركر (بالإنجليزية: Travis Barker)‏ هو كاتب أغاني وموسيقي وطبال وملحن وممثل أمريكي، ولد في 14 نوفمبر 1975 في الولايات المتحدة.

## وصلات خارجية
- ترافيس باركر على موقع IMDb (الإنجليزية)
- ترافيس باركر على موقع ميوزك برينز (الإنجليزية)
- ترافيس باركر على موقع رولينغ ستون (الإنجليزية)
- ترافيس باركر على موقع إن إن دي بي (الإنجليزية)
- ترافيس باركر على موقع أول ميوزيك (الإنجليزية)
- ترافيس باركر على موقع ديسكوغز (الإنجليزية)
- ترافيس باركر على موقع قاعدة بيانات الفيلم (الإنجليزية)